# May姐有請
《May姐有請》（英語：Cook away Lady May）是香港電視廣播有限公司的飲食節目。
第一輯共22集，由馮美基（May姐）及曾華倩擔任主持，於2011年11月6日起香港時間逢星期日20:00-21:00在翡翠台、高清翡翠台播出，及於MyTV提供網上節目重溫（集數上傳後兩個月後會刪除）。2012年10月開始逢星期六晚上7:00在高清翡翠台重播。
第二輯共27集，由馮美基、楊思琦、沈卓盈及胡諾言擔任主持，於2013年4月21日起香港時間逢星期日20:00-21:00在翡翠台、高清翡翠台播出，及於MyTV提供網上節目重溫（集數上傳後兩個月後會刪除）。

## 每集內容

### 第一輯
| 集數 | 播映日期 | 主題                 |
| 1    | 11月6日  | 以牛會友             |
| 2    | 11月13日 | 健康素食會知己       |
| 3    | 11月20日 | 非凡魚料理           |
| 4    | 11月27日 | 百變豬料理           |
| 5    | 12月4日  | 農家風味圍村菜       |
| 6    | 12月11日 | 飛天招牌雞           |
| 7    | 12月18日 | 暖意洋溢聖誕大餐     |
| 8    | 12月25日 | 好友共聚派對美食     |
| 9    | 1月1日   | 飯香四溢新年飯       |
| 10   | 1月15日  | 喜氣洋洋年夜飯       |
| 11   | 1月22日  | 嘻嘻「蝦蝦」團年飯   |
| 12   | 1月29日  | 人日生日齊吃長壽麵   |
| 13   | 2月5日   | 舞動味蕾的貝殼類料理 |
| 14   | 2月12日  | 窩心家常菜           |
| 15   | 2月19日  | 橫行無忌蟹料理       |
| 16   | 2月26日  | 千變萬化蛋料理       |
| 17   | 3月4日   | 森「琳」談心食點心   |
| 18   | 3月11日  | 熱情似火的西班牙菜   |
| 19   | 3月18日  | 風味十足的上海菜     |
| 20   | 3月25日  | 「詹詹」自喜甜姐兒   |
| 21   | 4月1日   | 嗜辣族挑戰火辣菜     |
| 22   | 4月8日   | 國際美食會知己       |

### 第二輯
| 集數 | 播映日期 | 主題                                            |
| 1    | 4月21日  | 出爐影后楊千嬅大談學做「人妻」心得              |
| 2    | 4月28日  | 楊怡解構與松哥咬唇激吻演出構思                  |
| 3    | 5月5日   | 「大廚」馬浚偉以香橙骨煮出初戀感覺              |
| 4    | 5月12日  | 寧波住家菜—冬瓜煮梭子蟹、雪菜燒墨魚、醬瓜蒸黃魚 |
| 5    | 5月19日  | 解開中山東昇鎮脆肉鯇爽口彈牙之謎                |
| 6    | 5月26日  | 吃在中山 味出沙溪                               |
| 7    | 6月2日   | 從順德美食領略「廚出鳳城」真義                  |
| 8    | 6月9日   | 吃盡新會刁鑽口味                                |
| 9    | 6月16日  | 品嚐最優質新會陳皮入饌佳餚                      |
| 10   | 6月23日  | 「過大海」品嚐氣派不凡澳門上級佳餚              |
| 11   | 6月30日  | 馬德鐘暢談當好男人心得                          |
| 12   | 7月7日   | 周海媚與伯樂May姐暢談當年情                     |
| 13   | 7月14日  | 森森加入美食團介紹葡國名菜                      |
| 14   | 7月21日  | 展開潮汕之旅推介最「潮」美食                    |
| 15   | 7月28日  | 品嚐麵線、凍蟹、功夫茶等經典潮州美食            |
| 16   | 8月4日   | 蔡一傑學廚兩年煮出華麗泰式美食                  |
| 17   | 8月11日  | May姐與老友許冠文齊齊下廚大展身手               |
| 18   | 8月18日  | 潮汕之旅壓軸篇May姐吃盡刁鑽風味                 |
| 19   | 8月25日  | 吳啟華「醫肚」技術高超                          |
| 20   | 9月8日   | 南京美食由早吃到晚                              |
| 21   | 9月15日  | 品嚐南京全鴨宴                                  |
| 22   | 9月22日  | 尋找南京最地道食材及手信                        |
| 23   | 9月29日  | 三屆視帝黎耀祥分享他的精彩十年                  |
| 24   | 10月6日  | May姐與「左麟右李」結伴開餐                     |
| 25   | 10月13日 | 開心鬼黃百鳴分享成功演藝路                      |
| 26   | 10月20日 | 呂良偉分享當年拍劇的苦與樂                      |
| 27   | 10月27日 | 兩大美人鄺美雲、莫文蔚擔任壓軸嘉賓              |

## 爭議
在《May姐有請》中，冯美基不時大笑、很多菜色强加赞助商提供的鸡汁，這些都被网民恶搞嘲笑，更令「鸡汁」一詞成為劣質节目的代名詞。於2013年10月15日後，香港不少網民因應香港免費電視牌照爭議，都以該節目諷刺觀眾欠缺電視節目的選擇。

## 記事

### 第一輯
- 2011年10月12日：下午13:00在跑馬地藍塘道69號地下 Valcucine舉行《May姐有請》外景拍攝探班[2]。
- 2011年10月21日：下午13:00在沙田麗豪酒店舉行《May姐有請》外景探班[3]。
- 2011年11月3日：下午13:30在桃花源(上環文咸東街84-90號地下A舖)舉行《May姐有請》外景拍攝探班[4]。
- 2011年11月8日：下午13:30在尖沙咀彌敦道63號iSQUARE 31樓國福樓舉行《May姐有請》外景拍攝探班[5]。
- 2011年12月7日：上午11:00在灣仔莊士敦道34－45號福臨門舉行《May姐有請》外景拍攝探班[6]。
- 2011年12月28日：下午13:00在尖沙咀金巴利道九龍福臨門魚翅海鮮酒家舉行《May姐有請》外景探班[7]。
- 2011年12月31日：下午14:30在尖沙咀彌敦道頂好海鮮酒家舉行《May姐有請》外景探班[8]。
- 2012年1月8日：由於直播《2011年度十大勁歌金曲頒獎典禮》，本節目暫停播映。
- 2012年3月26日：上午15:00在灣仔皇后大道東387－397號麗都酒店舉行《May姐有請》外景拍攝探班[9]。

### 第二輯
- 2013年2月25日：下午14:30在銅鑼灣希慎道Gaggenau Kitchen Infinity Corp. Limited舉行《May姐有請》外景探班[10]。
- 2013年3月27日：下午12:00在黃竹坑香葉道2號 Kitchen Infinity舉行《May姐有請》外景探班[11]。
- 2013年4月8日：下午12:00在黃竹坑香葉道2號 Kitchen Infinity One Island South 19 樓 Kitchen Infinity舉行《May姐有請》外景探班[12]。
- 2013年4月20日：下午15:30在尖沙咀國際廣場文鼎壹號舉行《May姐有請》記者招待會[13]。
- 2013年9月1日：由於直播《2013香港小姐競選決賽》導致《超級無敵獎門人 終極篇》提早至本節目時段播映，本節目暫停播映。
- 2013年9月22日：本節目提早至19:00-20:00播映。

## 外部連結
- 無綫電視節目網頁 - May姐有請（第一輯） （页面存档备份，存于）
- 無綫電視節目網頁 - May姐有請（第二輯） （页面存档备份，存于）

| 香港無綫電視翡翠台、高清翡翠台 星期日 20:00-21:00 時段 | 香港無綫電視翡翠台、高清翡翠台 星期日 20:00-21:00 時段   | 香港無綫電視翡翠台、高清翡翠台 星期日 20:00-21:00 時段 |
| ------------------------------------------------------ | -------------------------------------------------------- | ------------------------------------------------------ |
|                                                        | May姐有請 (第一輯) (第1-9集) (2011.11.06 - 2012.01.01)   |                                                        |
| 京都蘇GOOD (2011.10.09 - 2011.10.23)                   | 2011年度十大勁歌金曲頒獎典禮 (2012.01.08)(20:00-23:00)   |                                                        |
| 2011年度十大勁歌金曲頒獎典禮 (2012.01.08)(20:00-23:00) | May姐有請 (第一輯) (第10-22集) (2012.01.15 - 2012.04.08) | 食得峰騷 (第1-10集) (2012.04.22 - 2012.06.24)          |
| 街坊廚神食四方 (2012.11.18 - 2013.04.14)               | May姐有請 (第二輯) (2013.04.21 - 2013.10.27)             | 吾淑吾食 (第1-11集) (2013.11.03 - 2014.01.12)          |